# Кривенковское
Криве́нковское — село в Туапсинском районе Краснодарского края. Входит в состав муниципального образования «Георгиевское сельское поселение».
В пределах села находится узловая железнодорожная станция Кривенковская, расположенная на развилке линий Туапсе—Краснодар и Туапсе—Армавир.

## География
Селение расположено в южной части Туапсинского района, в междуречье рек Туапсе и Спорная. Находится в 3 км к северу от административного центра — Георгиевское, в 25 км к северо-востоку от районного центра Туапсе и в 103 км к югу от города Краснодар. Через село проходит автотрасса Р-254 «Туапсе-Майкоп» и железнодорожная ветка «Туапсе-Армавир», пересекающие Главный Кавказский хребет через Гойтхский перевал.
Граничит с землями населённых пунктов: Индюк на севере, и Георгиевское на юге и Кирпичное на западе.
Населённый пункт расположен на южном склоне Главного Кавказского хребта и со всех сторон окружён горными грядами, со смешанным сосновым и лиственным лесом. Средние высоты на территории села составляют 108 метра над уровнем моря. Наивысшей точкой является гора «Два Брата» (921 м), расположенное к востоку от села.
Гидрографическая сеть представлена рекой Туапсе и её притоками — Маслова (слева), Чистая и Спорная (справа). Также имеются выходы родниковых вод.
Климат в селе субтропический. Среднегодовая температура воздуха составляет около +12,5°С, со средними температурами июля около +22,5°С, и средними температурами января около +4°С. Среднегодовое количество осадков составляет около 1100 мм в год. Основная часть осадков выпадает в зимний период. Важную роль также играют холодные воздушные массы дующие из северного склона Главного Кавказского хребта через перевалы.

## История
В 1905 году в 4 верстах от реки Чилипси, чуть выше впадения буйной речки Спорная в Туапсе, был основан посёлок Спорный. Первыми поселенцами этих мест стали 15 семей, прибывших на строительство железной дороги.
В 1911 году на строящейся железнодорожной ветке из Туапсе в Армавир была построена железнодорожная станция Кривенковская. Станция своё название получила в честь акционера и тогдашнего главы Туапсе — Кривенко Александра Николаевича.
По ревизии от 26 апреля 1923 года посёлок Спорный был зарегистрирован в составе Вельяминовской волости Туапсинского района Черноморского округа Кубано-Черноморской области.
В годы Великой Отечественной войны посёлок был практически полностью уничтожен немецкой авиацией. Жители спасались в горах. Ныне этот посёлок является частью села.
По ревизии от 1 июля 1955 года железнодорожная станция Кривенковская числилась в списках населённых пунктов Георгиевского сельского Совета Туапсинского района.
26 апреля 1963 года железнодорожная станция «Кривенковская» получила статус села в составе Георгиевского сельсовета.
В 2010 году село сильно пострадало от наводнения. 24 октября 2018 года было очередное сильное наводнение, которое унесло жизнь 2 человек. Река Спорная вышла из берегов и снесла многое на своём пути.

## Население
| 1999 | 2002  | 2010  |
| ---- | ----- | ----- |
| 2889 | ↘2651 | ↘2605 |

Национальный состав
По данным Всероссийской переписи населения 2010 года:
| Народ    | Численность, чел. | Доля от всего населения, % |
| -------- | ----------------- | -------------------------- |
| русские  | 2 230             | 85,6 %                     |
| армяне   | 125               | 4,8 %                      |
| украинцы | 71                | 2,7 %                      |
| адыги    | 39                | 1,5 %                      |
| другие   | 140               | 5,4 %                      |
| всего    | 2 605             | 100 %                      |

## Образование
- Средняя общеобразовательная школа № 14 — ул. Спорная, 1.
- Начальная школа Детский Сад № 5 — ул. Зелёная, 8.

## Здравоохранение
- Участковая больница — ул. Спорная, 1Б

## Экономика
Как и в других населённых пунктах горной зоны Туапсинского района главную роль в экономике села играет садоводство. Благодаря высокому содержанию гумуса в почве и тёплому климату в горах, садоводческие культуры дают высокие урожаи многих культур.
Также важную роль в экономике села играют горный туризм и географическая расположенность села на пересечении важных автомобильных и железных дорог.

## Улицы
Улицы
| Горная   |
| Заречная |
| Зелёная  |
| Лесная   |

| Майкопская    |
| Привокзальная |
| Светлая       |
| Северная      |

| Спорная      |
| Строительная |
| Тоннельная   |

Переулки
| Привокзальный |

| Производственный |

| Тихий |

Территории
| ГСК Фауна  |
| ГСК Форсаж |

| СМП-283    |
| с/т Горняк |

| с/т Путеец |